# Plácido Bilbao
Plácido Bilbao Zubiaur, semplicemente noto come Plácido Bilbao (Leioa, 13 settembre 1940 – 16 giugno 2014), è stato un calciatore spagnolo, di ruolo attaccante.

## Biografia
Era il nipote di Sabino Bilbao, calciatore della nazionale spagnola e dell'Athletic Bilbao.

## Carriera

### Calciatore
Inizia la carriera nel Indautxu, con cui ottiene la salvezza nella serie cadetta 1961-1962 grazie alla vittoria nei play-out contro il CD Condal.
Nel 1962 viene ingaggiato dall'Athletic Bilbao, della massima divisione spagnola. Esordisce con il club di Bilbao nella vittoria per 5-3 del 31 marzo 1963 contro il Maiorca, in cui segnò la rete del momentaneo 2-0 al ventottesimo minuto.
Con i baschi gioca in due stagioni undici incontri di campionato e tre di coppa.
Nella stagione 1964-1965 torna in cadetteria per giocare nel Real Valladolid, ottenendo il terzo posto nel Gruppo I.
Chiusa l'esperienza con il club di Valladolid, passa al Recreativo Huelva, giocando altre due stagioni nella serie cadetta spagnola.
Lasciato il Recreativo passa all'Arenas Getxo. Dopo un breve passaggio con gli statunitensi del Boston Beacons, torna in patria per giocare nell'CE Estepona e poi nel Melilla, club nel quale chiude la carriera agonistica nel 1972.

### Allenatore
Lasciato il calcio giocato, ha allenato la selezione veterani dell'Athletic Bilbao.